# 돌리벨을 아시나요
돌리벨을 아시나요(Sjecas Li Se Dolly Bell?, Do You Remember Dolly Bell?)는 유고슬라비아에서 제작된 에미르 쿠스투리차 감독의 1981년 코미디, 드라마, 멜로/로맨스 영화이다. 미라 반잭 등이 주연으로 출연하였다.

## 출연

### 주연
- 미라 반잭

### 조연
- 슬라브코 슈티마츠
- 퍼블 뷔식